# Piniphila bifasciana
Espèce
Piniphila bifasciana est une espèce d'insectes lépidoptères (papillons) de la famille des Tortricidae.
On le trouve en Europe.
L'imago a une envergure de 12 à 16 mm. II vole de juin à juillet.
Sa chenille se nourrit sur le pin maritime et sur le pin sylvestre.